# Hakuchi
Hakuchi (em japonês:  白痴; Brasil: O Idiota) é um filme japonês de 1951, do gênero drama, dirigido por Akira Kurosawa, com roteiro dele e de Eijirô Hisaita baseado no livro O Idiota, de Fiódor Dostoiévski. 
Hakuchi foi filmado em preto e branco em uma relação de 1.37:1. Foi o segundo filme de Kurosawa para o estúdio Shochiku, depois de Shûbun.[carece de fontes?]